# CAF Champions League 2017
Die CAF Champions League 2017, aufgrund des Sponsorings auch Total CAF Champions League 2017, war die 21. Auflage der CAF Champions League und wurde von der CAF organisiert. Sie begann am 10. Februar 2017 mit der Vorrunde und endete am 4. November 2017 mit dem Rückspiel des Finales. Titelverteidiger Mamelodi Sundowns aus Südafrika schied im Viertelfinale gegen den marokkanischen Verein und späteren Titelgewinner Wydad Casablanca aus.

## Teilnehmer
Alle 55 Mitgliedsverbände der CAF sind berechtigt Mannschaften in die Champions League zu entsenden. Für die zwölf besten Nationalverbände der CAF-Fünfjahreswertung sind automatisch jeweils zwei Startplätze reserviert. Hierbei gilt für die Qualifikation zur Champions League 2017 die Wertung der Jahre 2011 bis 2015. Somit ergibt sich aus der Anzahl der zur CAF gehörenden Fußballverbände, dass maximal 67 Mannschaften an der Champions League teilnehmen könnten.

## Vorrunde
Die Hinspiele fanden vom 10. bis zum 12. Februar, die Rückspiele vom 17. bis zum 19. Februar 2017 statt.
|                              | Gesamt          |                       | Hinspiel | Rückspiel |
| ---------------------------- | --------------- | --------------------- | -------- | --------- |
| RC Kadiogo Ouagadougou       | 3:1             | Diables Noirs         | 3:0      | 0:1       |
| CD Elá Nguema                | 1:5             | al-Merrikh Khartum    | 0:1      | 1:4       |
| AS Real Bamako               | 0:4             | Rivers United         | 0:0      | 0:4       |
| AS Tanda                     | 4:3             | ASFAN Niamey          | 3:0      | 1:3       |
| US Gorée                     | 1:2             | Horoya AC             | 0:0      | 1:2       |
| FC Johansen                  | 1:4             | FUS de Rabat          | 1:1      | 0:3       |
| Wa All Stars                 | 1:5             | Al-Ahly Tripolis      | 1:3      | 0:2       |
| KCCA FC                      | (a)2:2(a)       | CD Primeiro de Agosto | 1:0      | 1:2       |
| CF Mounana                   | 3:0             | Vital’O FC            | 2:0      | 1:0       |
| Zanaco FC                    | 1:0             | APR FC                | 0:0      | 1:0       |
| Ngaya Club de Mdé            | 2:6             | Young Africans SC     | 1:5      | 1:1       |
| Barrack Young Controllers FC | 1:1 (7:6 i. E.) | Stade Malien          | 1:0      | 0:1       |
| Zimamoto FC                  | 3:4             | Ferroviário Beira     | 2:1      | 1:3       |
| JS Saoura                    | (a)1:1(a)       | Rangers International | 1:1      | 0:0       |
| Royal Leopards FC            | 1:4             | AS Vita Club          | 0:1      | 1:3       |
| Gambia Ports Authority FC    | 1:0             | Séwé Sport            | 1:0      | 0:0       |
| CNaPS Sport                  | (a)4:4(a)       | Township Rollers FC   | 2:1      | 2:3       |
| Cotonsport Garoua            | 7:2             | Atlabara FC           | 2:0      | 5:2       |
| SS Saint-Louisienne          | 3:4             | Bidvest Wits          | 2:1      | 1:3       |
| Lioli FC                     | 1:2             | CAPS United           | 0:0      | 1:2       |
| Côte d’Or FC                 | 0:5             | Saint-George SA       | 0:2      | 0:3       |
| AC Léopards                  | (a)2:2(a)       | UMS de Loum           | 1:0      | 1:2       |
| Tusker FC                    | 2:3             | AS Port-Louis 2000    | 1:1      | 1:2       |

## Erste Runde
Die Hinspiele fanden zwischen dem 10. und dem 12. März, die Rückspiele zwischen dem 17. und dem 19. März 2017 statt. Die 16 unterlegenen Mannschaften spielten in der Play-off-Runde des CAF Confederation Cup 2017 weiter.
|                            | Gesamt          |                              | Hinspiel | Rückspiel |
| -------------------------- | --------------- | ---------------------------- | -------- | --------- |
| USM Algier                 | 2:1             | RC Kadiogo Ouagadougou       | 2:0      | 0:1       |
| Rivers United              | 3:4             | al-Merrikh Khartum           | 3:0      | 0:4       |
| Étoile Sportive du Sahel   | 5:1             | AS Tanda                     | 3:0      | 2:1       |
| Espérance Tunis            | 4:3             | Horoya AC                    | 3:1      | 1:2       |
| Al-Ahly Tripolis           | (a)3:3(a)       | FUS de Rabat                 | 2:0      | 1:3       |
| Mamelodi Sundowns          | 3:2             | KCCA FC                      | 2:1      | 1:1       |
| Wydad Casablanca           | 1:1 (5:4 i. E.) | CF Mounana                   | 1:0      | 0:1       |
| Young Africans SC          | (a)1:1(a)       | Zanaco FC                    | 1:1      | 0:0       |
| Clube Ferroviário da Beira | 2:2 (4:1 i. E.) | Barrack Young Controllers FC | 2:0      | 0:2       |
| al Zamalek SC              | 5:3             | Rangers International        | 4:1      | 1:2       |
| Gambia Ports Authority FC  | 1:3             | AS Vita Club                 | 1:1      | 0:2       |
| Cotonsport Garoua          | 2:1             | CNaPS Sport                  | 1:0      | 1:1       |
| al Ahly Kairo              | 1:0             | Bidvest Wits                 | 1:0      | 0:0       |
| Tout Puissant Mazembe      | (a)1:1(a)       | CAPS United                  | 1:1      | 0:0       |
| AC Léopards                | 0:3             | Saint-George SA              | 0:1      | 0:2       |
| al-Hilal Khartum           | 5:2             | AS Port-Louis 2000           | 3:0      | 2:2       |

## Gruppenphase
In der Gruppenphase treten in vier Gruppen jeweils vier Mannschaften in Hin- und Rückspielen gegeneinander an. Die Gruppensieger und -zweiten qualifizierten sich für das Viertelfinale, die Dritt- und Viertplatzierten schieden aus dem Wettbewerb aus. Bei Punktgleichheit zweier oder mehrerer Mannschaften wurde die Platzierung durch folgende Kriterien ermittelt:
1. Anzahl Punkte im direkten Vergleich
2. Tordifferenz im direkten Vergleich
3. Anzahl Tore im direkten Vergleich
4. Anzahl Auswärtstore im direkten Vergleich
5. Wenn nach der Anwendung der Kriterien 1 bis 4 immer noch mehrere Mannschaften denselben Tabellenplatz belegten, wurden die Kriterien 1 bis 4 erneut angewendet, jedoch ausschließlich auf die Direktbegegnungen der betreffenden Mannschaften. Sollte auch dies zu keiner definitiven Platzierung führen, wurden die Kriterien 6 bis 9 angewendet.
6. Tordifferenz aus allen Gruppenspielen
7. Anzahl Tore in allen Gruppenspielen
8. Anzahl Auswärtstore in allen Gruppenspielen
9. Losziehung

### Gruppe A
| Pl. | Verein                     | Sp. | S | U | N | Tore    | Diff. | Punkte |
| --- | -------------------------- | --- | - | - | - | ------- | ----- | ------ |
| 1.  | Étoile Sportive du Sahel   | 6   | 3 | 3 | 0 | 013:400 | +9    | 12     |
| 2.  | Clube Ferroviário da Beira | 6   | 2 | 2 | 2 | 006:800 | −2    | 08     |
| 3.  | al-Merrikh Khartum         | 6   | 2 | 1 | 3 | 006:900 | −3    | 07     |
| 4.  | al-Hilal Khartum           | 6   | 0 | 4 | 2 | 004:800 | −4    | 04     |

| 12. Mai 2017               |                 |                            |
| Étoile Sportive du Sahel   | 5:0             | Clube Ferroviário da Beira |
| al-Hilal Khartum           | 1:1             | al-Merrikh Khartum         |
| 23. Mai 2017               |                 |                            |
| Clube Ferroviário da Beira | 0:0             | al-Hilal Khartum           |
| al-Merrikh Khartum         | 1:2             | Étoile Sportive du Sahel   |
| 3. Juni 2017               |                 |                            |
| Clube Ferroviário da Beira | 1:0             | al-Merrikh Khartum         |
| Étoile Sportive du Sahel   | 1:1             | al-Hilal Khartum           |
| 20. Juni 2017              |                 |                            |
| al-Merrikh Khartum         | 2:1             | Clube Ferroviário da Beira |
| 21. Juni 2017              |                 |                            |
| al-Hilal Khartum           | 1:1             | Étoile Sportive du Sahel   |
| 30. Juni 2017              |                 |                            |
| al-Merrikh Khartum         | 2:1             | al-Hilal Khartum           |
| 1. Juli 2017               |                 |                            |
| Clube Ferroviário da Beira | 1:1             | Étoile Sportive du Sahel   |
| 7. Juli 2017               |                 |                            |
| Étoile Sportive du Sahel   | 1 3:0 (Wert.) 1 | al-Merrikh Khartum         |
| al-Hilal Khartum           | 1 0:3 (Wert.) 1 | Clube Ferroviário da Beira |

Anmerkung

### Gruppe B
| Pl. | Verein           | Sp. | S | U | N | Tore    | Diff. | Punkte |
| --- | ---------------- | --- | - | - | - | ------- | ----- | ------ |
| 1.  | USM Algier       | 6   | 3 | 2 | 1 | 012:500 | +7    | 11     |
| 2.  | Al-Ahly Tripolis | 6   | 2 | 3 | 1 | 011:100 | +1    | 09     |
| 3.  | al Zamalek SC    | 6   | 1 | 3 | 2 | 006:800 | −2    | 06     |
| 4.  | CAPS United      | 6   | 2 | 0 | 4 | 010:160 | −6    | 06     |

| 12. Mai 2017     |     |                  |
| USM Algier       | 3:0 | Al-Ahly Tripolis |
| al Zamalek SC    | 2:0 | CAPS United      |
| 23. Mai 2017     |     |                  |
| Al-Ahly Tripolis | 0:0 | al Zamalek SC    |
| 24. Mai 2017     |     |                  |
| CAPS United      | 2:1 | USM Algier       |
| 2. Juni 2017     |     |                  |
| CAPS United      | 2:4 | Al-Ahly Tripolis |
| al Zamalek SC    | 1:1 | USM Algier       |
| 21. Juni 2017    |     |                  |
| Al-Ahly Tripolis | 4:2 | CAPS United      |
| USM Algier       | 2:0 | al Zamalek SC    |
| 30. Juni 2017    |     |                  |
| Al-Ahly Tripolis | 1:1 | USM Algier       |
| 2. Juli 2017     |     |                  |
| CAPS United      | 3:1 | al Zamalek SC    |
| 9. Juli 2017     |     |                  |
| al Zamalek SC    | 2:2 | Al-Ahly Tripolis |
| USM Algier       | 4:1 | CAPS United      |

### Gruppe C
| Pl. | Verein            | Sp. | S | U | N | Tore    | Diff. | Punkte |
| --- | ----------------- | --- | - | - | - | ------- | ----- | ------ |
| 1.  | Espérance Tunis   | 6   | 3 | 3 | 0 | 011:400 | +7    | 12     |
| 2.  | Mamelodi Sundowns | 6   | 2 | 3 | 1 | 006:400 | +2    | 09     |
| 3.  | Saint-George SA   | 6   | 1 | 2 | 3 | 002:700 | −5    | 05     |
| 4.  | AS Vita Club      | 6   | 1 | 2 | 3 | 007:110 | −4    | 05     |

| 12. Mai 2017      |     |                   |
| Espérance Tunis   | 3:1 | AS Vita Club      |
| 13. Mai 2017      |     |                   |
| Mamelodi Sundowns | 0:0 | Saint-George SA   |
| 23. Mai 2017      |     |                   |
| Saint-George SA   | 0:0 | Espérance Tunis   |
| 24. Mai 2017      |     |                   |
| AS Vita Club      | 1:3 | Mamelodi Sundowns |
| 2. Juni 2017      |     |                   |
| Mamelodi Sundowns | 1:2 | Espérance Tunis   |
| 4. Juni 2017      |     |                   |
| Saint-George SA   | 1:0 | AS Vita Club      |
| 20. Juni 2017     |     |                   |
| AS Vita Club      | 2:1 | Saint-George SA   |
| 21. Juni 2017     |     |                   |
| Espérance Tunis   | 0:0 | Mamelodi Sundowns |
| 1. Juli 2017      |     |                   |
| Saint-George SA   | 0:1 | Mamelodi Sundowns |
| AS Vita Club      | 2:2 | Espérance Tunis   |
| 9. Juli 2017      |     |                   |
| Mamelodi Sundowns | 1:1 | AS Vita Club      |
| Espérance Tunis   | 4:0 | Saint-George SA   |

### Gruppe D
| Pl. | Verein            | Sp. | S | U | N | Tore    | Diff. | Punkte |
| --- | ----------------- | --- | - | - | - | ------- | ----- | ------ |
| 1.  | Wydad Casablanca  | 6   | 4 | 0 | 2 | 007:300 | +4    | 12     |
| 2.  | al Ahly Kairo     | 6   | 3 | 2 | 1 | 007:300 | +4    | 11     |
| 3.  | Zanaco FC         | 6   | 3 | 2 | 1 | 004:200 | +2    | 11     |
| 4.  | Cotonsport Garoua | 6   | 0 | 0 | 6 | 002:120 | −10   | 0      |

| 12. Mai 2017      |     |                   |
| Wydad Casablanca  | 2:0 | Cotonsport Garoua |
| 13. Mai 2017      |     |                   |
| al Ahly Kairo     | 0:0 | Zanaco FC         |
| 23. Mai 2017      |     |                   |
| Cotonsport Garoua | 0:2 | al Ahly Kairo     |
| 24. Mai 2017      |     |                   |
| Zanaco FC         | 1:0 | Wydad Casablanca  |
| 3. Juni 2017      |     |                   |
| Zanaco FC         | 2:1 | Cotonsport Garoua |
| 4. Juni 2017      |     |                   |
| al Ahly Kairo     | 2:0 | Wydad Casablanca  |
| 20. Juni 2017     |     |                   |
| Wydad Casablanca  | 2:0 | al Ahly Kairo     |
| 21. Juni 2017     |     |                   |
| Cotonsport Garoua | 0:1 | Zanaco FC         |
| 1. Juli 2017      |     |                   |
| Zanaco FC         | 0:0 | al Ahly Kairo     |
| Cotonsport Garoua | 0:2 | Wydad Casablanca  |
| 8. Juli 2017      |     |                   |
| al Ahly Kairo     | 3:1 | Cotonsport Garoua |
| Wydad Casablanca  | 1:0 | Zanaco FC         |

## Viertelfinale
Die Hinspiele fanden am 16. und 17. September, die Rückspiele am 23. und 24. September 2017 statt.
|                            | Gesamt          |                          | Hinspiel | Rückspiel |
| -------------------------- | --------------- | ------------------------ | -------- | --------- |
| Al-Ahly Tripolis           | 0:2             | Étoile Sportive du Sahel | 0:0      | 0:2       |
| al Ahly Kairo              | 4:3             | Espérance Tunis          | 2:2      | 2:1       |
| Clube Ferroviário da Beira | (a)1:1(a)       | USM Algier               | 1:1      | 0:0       |
| Mamelodi Sundowns          | 1:1 (2:3 i. E.) | Wydad Casablanca         | 1:0      | 0:1       |

## Halbfinale
Die Hinspiele finden am 29. September und 1. Oktober 2017, die Rückspiele vom 20. bis zum 22. Oktober 2017 statt.
|                          | Gesamt |                  | Hinspiel | Rückspiel |
| ------------------------ | ------ | ---------------- | -------- | --------- |
| Étoile Sportive du Sahel | 4:7    | al Ahly Kairo    | 2:1      | 2:6       |
| USM Algier               | 1:3    | Wydad Casablanca | 0:0      | 1:3       |

## Finale

### Hinspiel
| al Ahly Kairo                                            | al Ahly Kairo | Wydad Casablanca | Wydad Casablanca |
| -------------------------------------------------------- | --- | --- | ---------------- |
| al Ahly Kairo                                            | \| 28. Oktober 2017 in Borg El Arab (Stadion Borg el-ʿArab) \| \| Ergebnis: 1:1 (1:1) \| \| Zuschauer: 60.000 \| \| Schiedsrichter: Bamlak Tessema Weyesa ( Äthiopien) \|                                                                        | \| 28. Oktober 2017 in Borg El Arab (Stadion Borg el-ʿArab) \| \| Ergebnis: 1:1 (1:1) \| \| Zuschauer: 60.000 \| \| Schiedsrichter: Bamlak Tessema Weyesa ( Äthiopien) \| | Wydad Casablanca |
| al Ahly Kairo                                            | Sherif Ekramy – Saad Samir, Ahmed Fathy, Mohamed Nagieb, Ramy Rabia (78. Ahmed Hamoudi), – Moamen Zakaria, Amr Elsolia, Abdallah Said, Ali Maâloul – Junior Ajayi (63. Walid Soliman, 86. Emad Moteab), Walid Azaro Cheftrainer: Hossam El-Badry | Zouheir Laâroubi – Mohamed Ouattara, Badr Gaddarine, Abdelatif Noussir, Youssef Rabeh – Salaheddine Saidi, Walid El Karti, Brahim Nekkach , Mohamed Ounajem (27. Abdeladim Khadrouf), Ismail Haddad (83. Guillaume Nicaise Daho), Achraf Bencharki Cheftrainer: Hussein Amotta | Wydad Casablanca |
| al Ahly Kairo                                            | 1:0 Moamen Zakaria (3.) | 1:1 Achraf Bencharki (16.) | Wydad Casablanca |
| al Ahly Kairo                                            | Salaheddine Saidi (63.), Brahim Nekkach (72.), Zouheir Laâroubi (90.+2') | | Wydad Casablanca |
| 28. Oktober 2017 in Borg El Arab (Stadion Borg el-ʿArab) | | |                  |
| Ergebnis: 1:1 (1:1)                                      | | |                  |
| Zuschauer: 60.000                                        | | |                  |
| Schiedsrichter: Bamlak Tessema Weyesa ( Äthiopien)       | | |                  |

### Rückspiel
| Wydad Casablanca                                  | Wydad Casablanca | al Ahly Kairo | al Ahly Kairo |
| ------------------------------------------------- | --- | --- | ------------- |
| Wydad Casablanca                                  | \| 4. November 2017 in Casablanca (Stade Mohammed V) \| \| Ergebnis: 1:0 (0:0) \| \| Zuschauer: 65.000 \| \| Schiedsrichter: Bakary Gassama ( Gambia) \| | \| 4. November 2017 in Casablanca (Stade Mohammed V) \| \| Ergebnis: 1:0 (0:0) \| \| Zuschauer: 65.000 \| \| Schiedsrichter: Bakary Gassama ( Gambia) \|                                                                                            | al Ahly Kairo |
| Wydad Casablanca                                  | Zouheir Laâroubi – Abdelatif Noussir, Youssef Rabeh, Amine Atouchi, Badr Gaddarine – Brahim Nekkach , Salaheddine Saidi, Walid El Karti, Abdeladim Khadrouf (86. Zakaria El Hachimi) – Ismail Haddad (90.+3' Mohamed Ouattara), Achraf Bencharki Cheftrainer: Hussein Amotta | Sherif Ekramy – Mohamed Hany, Ramy Rabia, Saad Samir, Hussein El Sayed (77. Walid Soliman) – Amr Elsolia, Ahmed Fathy (72. Emad Moteab), Moamen Zakaria, Abdallah Said, Junior Ajayi – Walid Azaro (60. Ahmed Hamoudi) Cheftrainer: Hossam El-Badry | al Ahly Kairo |
| Wydad Casablanca                                  | 1:0 Walid El Karti (69.) | | al Ahly Kairo |
| Wydad Casablanca                                  | Youssef Rabeh (40.), Abdeladim Khadrouf (83.), Zouheir Laâroubi (90.+3') | Junior Ajayi (22.), Ahmed Fathy (39.), Moamen Zakaria (67.), Amr Elsolia (77.) | al Ahly Kairo |
| 4. November 2017 in Casablanca (Stade Mohammed V) | | |               |
| Ergebnis: 1:0 (0:0)                               | | |               |
| Zuschauer: 65.000                                 | | |               |
| Schiedsrichter: Bakary Gassama ( Gambia)          | | |               |